# 梁書瑋
梁書瑋 台灣藝術大學圖文傳播藝術系畢業，台灣網路作家、背包客，「安柏不在家」博客主，目前臉書粉絲約有6萬人，因在綠島裸泳而引發媒體關注。

## 經歷
梁書瑋19歲大學二年級決定休學，靠著打工賺的錢買了一張單程機票前往澳洲，只用了1000元澳幣旅行1年，成為街頭藝人、浪跡天涯的流浪藝術家。21歲則是到了東南亞當志工，2014年則帶著2000美金在各國市集租攤位，歷時一年橫跨歐亞大陸10多個國家。是台灣的青年旅行家。
2016年入選關鍵評論網未來大人物。
2017年因在綠島裸泳引發媒體關注。

## 著作
《安柏不在家,在南美洲》 2019-06-01 ISBN 9789574365708 / 個人出版 / 出版地:台灣

## 外部連結
- 〈安柏不在家粉絲頁 （页面存档备份，存于）〉
- 〈梁書瑋天下雜誌換日線專欄 （页面存档备份，存于）〉
- 〈安柏不在家博客 （页面存档备份，存于）〉